# Can We Dance
Can We Dance è il primo singolo estratto dall'album di debutto della band The Vamps, Meet The Vamps.
È stata scritta da Amund Björklund, Espen Lind, Karl Michael, Timucin Lam, Peter Hernandez & Philip Lawrence.
La canzone ha debuttato al numero due della Official Singles Chart nella sua prima settimana di uscita; tenuta fuori dal primo posto da Counting Stars degli OneRepublic.

## Video musicale
Il video ufficiale è stato pubblicato su YouTube il 6 agosto 2013.
I The Vamps organizzano una festa a casa del cantante Bradley Simpson e suonano davanti a una folla di fan nel garage. Alla fine del video, i genitori di Bradley tornano a casa e scoprono ciò che ha fatto vedendo i video della festa su YouTube.

## Tracce
CD singolo 1
1. Can We Dance – 3:11
2. Mr. Brightside (The Killers Cover)
3. 22 (Taylor Swift cover)
4. Wild Heart (Live)

CD singolo 2
1. Can We Dance
2. Little Things (One Direction Cover)

CD singolo 3
1. Can We Dance
2. Weightless (All Time Low Cover)

EP digitale
1. Can We Dance – 3:11
2. Year 3000 (Busted Cover) – 3:20
3. MMMBop (Hanson Cover) – 4:01
4. Teenage Kicks (The Undertones Cover) (Live) – 1:54